# Borrsjön, Dalarna
Borrsjön är en sjö i Falu kommun i Dalarna och ingår i Gavleåns huvudavrinningsområde. Sjön är 11,2 meter djup, har en yta på 1 kvadratkilometer och är belägen 263,2 meter över havet. Sjön avvattnas av vattendraget Borrsjöån. Vid provfiske har abborre, gädda och mört fångats i sjön.

## Delavrinningsområde
Borrsjön ingår i det delavrinningsområde (673945-152110) som SMHI kallar för Utloppet av Borrsjön. Medelhöjden är 273 meter över havet och ytan är 6,56 kvadratkilometer. Räknas de 7 avrinningsområdena uppströms in blir den ackumulerade arean 11,85 kvadratkilometer. Borrsjöån som avvattnar avrinningsområdet har biflödesordning 2, vilket innebär att vattnet flödar genom totalt 2 vattendrag innan det når havet efter 77 kilometer. Avrinningsområdet består mestadels av skog (60 procent) och sankmarker (20 procent). Avrinningsområdet har 1,01 kvadratkilometer vattenytor vilket ger det en sjöprocent på 15,3 procent.